# Sicherheitstransformator
Ein Sicherheitstransformator (auch Schutztransformator) ist ein Transformator, der sekundärseitig Kleinspannungen für SELV- und PELV-Stromkreise liefert.

## Grundlagen

Symbol eines kurzschlussfesten, geschlossenen Sicherheitstransformators nach IEC 60417

Die Leistung eines Sicherheitstransformators beträgt im Allgemeinen einphasig nicht mehr als 10 kVA und mehrphasig 16 kVA bei einer maximalen Frequenz von 500 Hz. Nach Absprache zwischen Hersteller und Kunde gilt die Norm auch für Transformatoren höherer Leistung. Die Ausgangsspannung darf im Leerlauf maximal 50 Veff Wechselspannung betragen. Dies dient der Erfüllung der Schutzmaßnahme Schutzkleinspannung. Die Eingangsspannung darf nicht höher als 1,1 kV liegen.
Sicherheitstransformatoren können kurzschlussfest oder bedingt kurzschlussfest sein. Bedingt kurzschlussfeste Transformatoren sind in der Regel mit Sicherungen oder Überstromauslösern ausgestattet. Ein Sicherheitstransformator bedarf einer verstärkten oder doppelten Isolierung zwischen Ein- und Ausgangswicklung und es gelten verschärfte Prüfbedingungen.
Die Oberspannungswicklung (Primärstromkreis) ist in der Regel mit einer zusätzlichen Isolierstoff-Zwischenwand von der Unterspannungswicklung (Sekundärstromkreis) abgetrennt, damit auch bei einem Fehlerfall keine Verbindung zwischen Primär- und der Sekundärseite auftreten kann ("Sichere elektrische Trennung"). Ortsveränderliche Sicherheitstransformatoren dürfen nicht zum Betrieb an verschiedenen Primärspannungen vorgesehen sein. Ortsfeste Sicherheitstransformatoren dürfen nur unter Zuhilfenahme von Werkzeug auf andere Spannungen umschaltbar sein.
Die Ausgangsseite darf nicht geerdet sein.
Sicherheitstransformatoren sind durch das rechts abgebildete Symbol gekennzeichnet. Die Kurzschlussfestigkeit ist durch den Verbindungsstrich zwischen den Sekundär-Anschlüssen symbolisch gekennzeichnet.
Oft ist Umgebungstemperatur und die Isolierstoffklasse angegeben. Beispielsweise darf ein Trafo mit der Bezeichnung T40B in einer Umgebungstemperatur von bis zu 40 °C betrieben werden und entspricht der Isolierstoffklasse B.
Für Trenntransformatoren (DIN EN 61558-2-4) gelten ähnliche Anforderungen, jedoch liegt hier die Ausgangsspannung zwischen 50 V und 1 kV und die maximale Leistung darf max. 25 kVA einphasig bzw. 40 kVA mehrphasig betragen. Nach Absprache zwischen Hersteller und Kunde gilt die Norm auch für Transformatoren höherer Leistung.

## Spezielle Sicherheitstransformatoren
- Spielzeugtransformatoren (DIN EN 61558-2-7) dürfen eine maximale Ausgangsspannung von 24 V haben. Die Leistung beträgt maximal 200 VA. Sie sind der Schutzklasse III entsprechend gebaut.
- Klingeltransformatoren (DIN EN 61558-2-8) müssen kurzschlussfest sein und die Ausgangsspannung darf 24 V nicht überschreiten.
- Handleuchtentransformatoren (DIN EN 61558-2-9) müssen schutzisoliert sowie spritzwassergeschützt oder wasserdicht sein.
- Auftautransformatoren werden zum Auftauen eingefrorener metallischer Wasserleitungen eingesetzt. Die Ein- und Ausgangsspannungen dürfen maximal 250 V zu 24 V betragen. Sie müssen bedingt kurzschlussfest und schutzisoliert sein.
- Transformatoren für medizinische Geräte dürfen eine maximale Ausgangsspannung von 24 V haben, sobald das anzuschließende Gerät in Berührung mit dem menschlichen Körper kommen könnte. Bei einem Gerät, das in den Körper eingeführt wird, zum Beispiel ein Endoskop zur Magenspiegelung, darf die Spannung maximal 6 V betragen. Diese Transformatoren müssen schutzisoliert sein.

## Normen
Die Vorgängernormen waren die VDE 0550 und VDE 0551, welche zunächst von der EN 60742 (VDE 0551) ersetzt wurden. Inzwischen gilt für Transformatoren ≤ 1000 V die DIN EN 61558-1 (VDE 0570-1). Für Sicherheitstransformatoren gilt zusätzlich der Teil DIN EN 61558-2-6. (VDE 0570-2-6).